# Bezirk Dolega
Dolega ist ein Bezirk (distrito) der Provinz Chiriquí in Panama. Die Einwohnerzahl betrug laut Volkszählung 2023 37.678.

## Geografie
Der Bezirk Dolega hat eine Verwaltungsfläche von 250,8 km². und liegt auf 441 Metern über dem Meeresspiegel. Dolega hat drei wichtige Flüsse: den Majagua, den Cochea und den David. Diese Flüsse fließen von Norden nach Süden und entspringen an den Hängen des Vulkans Barú.
Der geologische Untergrund des Bezirks besteht größtenteils aus Vulkangestein mit Sedimenten aus nicht verfestigtem Erosionsmaterial wie Kieselsteinen und Kies. Da der Bezirk innerhalb der tropischen Regenzone liegt, ist er von zwei Jahreszeiten betroffen: einer trockenen und einer regnerischen. Die Trockenzeit dauert von Dezember bis April und die Regenzeit von Mai bis November.

## Gliederung
Der Bezirk Dolega ist administrativ in folgende Corregimientos unterteilt:
- Dolega (Hauptstadt)
- Dos Ríos
- Los Anastacios
- Potrerillos
- Potrerillos Abajo
- Rovira
- Tinajas
- Los Algarrobos

## Geschichte
Im Jahr 1862 legte die Versammlung des Staates Panama per Gesetz fest, dass das Departement Chiriquí in elf Bezirke unterteilt war, zu denen auch Dolega gehörte. Laut Castillero wurde der Bezirk Dolega 1868 aufgelöst und Boquerón angegliedert, eine Maßnahme, die bis 1871 andauerte, als der Bezirk wieder gegründet wurde. Mit der Gründung der Republik Panama im Jahr 1903 blieb der Bezirk Dolega eine politische und administrative Einheit der Provinz Chiriquí.